# Peter Gantzler
Peter Gantzler (ur. 28 września 1958 w Danii) to duński aktor filmowy i telewizyjny. Między innymi grał w takich filmach jak: Włoski dla początkujących i Fakir.

## Filmografia
- 1997: Biały labirynt
- 1999: W Chinach jedzą psy
- 2000: Włoski dla początkujących
- 2004: Fakir
- 2006: Szef wszystkich szefów
- 2008: 33 sceny z życia
- 2015: Upadek królestwa jako Jarl Ragnar